# Jeleazar Mieletinski
Jeleazar Moisiejewicz Mieletinski (ros. Елеазар Моисеевич Мелетинский; ur. 22 października 1918 w Charkowie, zm. 16 grudnia 2005 w Moskwie) – rosyjski mitoznawca, badacz folkloru i literatury. Zajmował się analizą eposów, mitów i bajek, ich wzajemnego powiązania oraz występujących w nich motywów.

## Kariera naukowa
W 1940 roku Mieletinski ukończył studia w moskiewskim Instytucie Filozofii, Literatury i Historii na kierunku literatura, sztuka i język. W 1941 roku został tłumaczem wojennym na Froncie Południowym. Stamtąd został przerzucony na Front Kaukaski, gdzie w 1942 roku skazano go na dziesięć lat pozbawienia wolności za agitację antyradziecką. Przebywał w areszcie przez dziewięć miesięcy. W 1943 roku rozpoczął na Środkowoazjatyckim Uniwersytecie Państwowym w Taszkencie aspiranturę, którą ukończył po roku. W 1945 roku obronił dysertację na stopień kandydata nauk. W latach 1946–1949 kierował katedrą literatury na Karelo-Fińskim Uniwersytecie. W 1949 roku ponownie był represjonowany i skazany na dziesięć lat więzienia, zwolniony po pięciu latach, a rok później rehabilitowany. W 1956 roku przeprowadził się do Moskwy i do 1994 roku pracował w Instytucie Literatury Światowej Akademii Nauk. W 1966 roku obronił doktorat na temat pochodzenia mitów. W latach 1989–1994 był profesorem Katedry Historii i Teorii Literatury Światowej Wydziału Filozoficznego Państwowego Uniwersytetu Moskiewskiego.
W 1995 roku został członkiem rzeczywistym Akademii Nauk Humanistycznych. W latach 1992–2005 był dyrektorem Instytutu Wyższych Badań Humanistycznych Rosyjskiego Państwowego Uniwersytetu Humanistycznego, gdzie prowadził wykłady pt. Tieorija mifa i istoriczeskaja poetika powiestwowatielnogo żanra (Теория мифа и историческая поэтика повествовательных жанров). Jako specjalista w dziedzinie poetyki epiki historycznej prowadził badania w zakresie historycznej poetyki mitów, baśni, nowel, opowieści archaicznych (folkloru i literatury średniowiecznej) oraz badania porównawcze literatury Wschodu i Zachodu. Był członkiem senatów uczelni Rosyjskiego Państwowego Uniwersytetu Humanistycznego i Instytutu Literatury Światowej imienia A.M. Gorkiego Rosyjskiej Akademii Nauk, wchodził w skład Rady Naukowej Instytutu Literatury Światowej imienia A.M. Gorkiego Rosyjskiej Akademii Nauk i Rady Dysertacyjnej Rosyjskiego Państwowego Uniwersytetu Humanistycznego. Brał udział w pracach Towarzystwa Badań Opowieści Folklorystycznych (Society of Folk Narrative Research), Związku Folklorystów (Folklore Fellows) i Międzynarodowego Związku Semiotyki.

## Nagrody
W 1971 roku Mieletinski został laureatem Premio Internazionale di Studi Etnoantropologici Pitré-Salomone Marino za najlepszą pracę w dziedzinie folklorystyki. W 1990 roku został laureatem Nagrody Państwowej RFSRR w dziedzinie literatury, a w 1997 roku dostał Medal 850-lecia Moskwy (Медаль „В память 850-летия Москвы”).

## Wybrane prace
- Герой волшебной сказки (1948)
- Происхождение героического эпоса (1963) – tłum. polskie Pochodzenie eposu bohaterskiego, Kraków 2009
- „Эдда” и ранние формы эпоса (1968)
- Поэтика мифа (1976) – tłum. polskie Poetyka mitu, Warszawa 1981
- Палеоазиатский мифологический эпос (1981)
- Средневековый роман (1983)
- Введение в историческую поэтику эпоса и романа (1986)
- Историческая поэтика новеллы (1990)
- Избранные статьи. Воспоминания (1998)[5]

Poza pracą stricte naukową Mieletinski zajmował się działalnością wydawniczą. Był redaktorem naczelnym Słownika mitologicznego (Мифологический словарь) i magazynu „Arbor Mundi / Mirowoje driewo” (Arbor Mundi / Мировое древо), zastępcą redaktora naczelnego encyklopedii Mify narodow mira (Мифы народов мира), przewodniczącym kolegium redaktorów serii Skazki i mify narodow Wostoka (Сказки и мифы народов Востока), Issledowanija po folkłoru i mifołogii narodow Wostoka (Исследования по фольклору и мифологии народов Востока) i tygodnika „Odissiej” (Одиссей).